# アーウィン・アレン
アーウィン・アレン（Irwin Allen、1916年6月12日 - 1991年11月2日）は、アメリカ合衆国のTV番組製作者、映画プロデューサー・映画監督。

## 概要
コロンビア大学、ニューヨーク市立大学に学ぶ。当初はジャーナリスト。その後、ラジオ番組のプロデューサーからテレビ界へと転進。TVのSF番組として知られる『宇宙家族ロビンソン』（1965年 - 1968年）のヒットにより映画の仕事も手がけるようになる。TVでは他に『原子力潜水艦シービュー号』（1964年 - 1968年）、『タイムトンネル』（1966年 - 1967年）、『巨人の惑星』（1968年 - 1970年）を製作。
代表的な映画に『ポセイドン・アドベンチャー』（1972年）、『タワーリング・インフェルノ』（1974年）がある。この2作品は大ヒットとなり、パニック映画ブームのきっかけともなった。
『スウォーム』（1978年）、『ポセイドン・アドベンチャー2』（1979年）では自ら監督を務める。しかしこの2作品は興行的には振るわなかった。
1952年にはドキュメンタリー映画"The Sea Around Us"でアカデミー長編ドキュメンタリー映画賞を受賞してもいる。「パニック映画の巨匠 (Master of Disaster) 」と呼ばれるほど、この分野の映画史上の傑作の多くにかかわっている。
巨匠と呼ばれるまでの地位を築いたアレンだが、最後の作品となる『世界崩壊の序曲』（1980年）では「タワーリング・インフェルノ」の脚本家スターリング・シリファントを3作ぶりに起用、充実したスタッフ、そしてポール・ニューマン、ウィリアム・ホールデン、アーネスト・ボーグナイン、レッド・バトンズ、ヴェロニカ・ハメル、シーラ・アレンなど、かつてアレン作品に出演経験のあるキャストを結集し、2000万ドルの予算をかけ製作。しかし興行収入は170万ドルという惨憺たる結果になり、映画制作から撤退を余儀なくされた（失敗の原因は世界崩壊の序曲の項が詳しい）。
サンタモニカにて心臓発作のため死去。

## 監督作品
- 失われた世界 The Lost World  (1960)
- 地球の危機 Voyage to the Bottom of the Sea (1961)
- 気球船探険 Five Weeks in a Balloon (1962)
- 海底都市 City Beneath the Sea (1971)
- タワーリング・インフェルノ(アクションシーンのみ) The Towering Inferno (1974)
- スウォーム The Swarm (1978)
- ポセイドン・アドベンチャー2 Beyond the Poseidon Adventure (1979)

## プロデュース作品
- 雪原の追跡 Dangerous Mission (1954)
- 原子力潜水艦シービュー号 Voyage to the Bottom of the Sea（1964 - 1968）テレビシリーズ
- 宇宙家族ロビンソン Lost in Space (1965-1968) テレビシリーズ
- タイムトンネル The Time Tunnel（1966 - 1967）テレビシリーズ
- 巨人の惑星 Land of The Giants (1968-1970) テレビシリーズ
- ポセイドン・アドベンチャー Poseidon Adventure (1972)
- タワーリング・インフェルノ　The Towering Inferno (1974)
- 大洪水"FLOOD"（1976）テレビドラマ
- 大火災 Fire! (1977)テレビドラマ　日本では劇場公開
- 洞窟探検 (1979)<TVM>
- 危機一髪！恐怖のロープウェイ (1979)<TVM> テレビドラマ
- 世界崩壊の序曲 When Time Ran Out... (1980)
- 特攻消防隊コード・レッド (1981)<TVM> 製作
- 不思議の国のアリス (1985)<TVM> 製作総指揮

## 参照
1. 1 2 3  “Irwin Allen, Big-Budget Producer Of Disaster Movies, Is Dead at 75” (英語). ニューヨーク・タイムズ. (1991年11月4日) 2009年7月1日閲覧。
2. ↑  “Awards for Irwin Allen” (英語).  Internet Movie Database. 2009年7月1日閲覧。